# 恋ゲバ
『恋ゲバ』（こいゲバ）は、新しい学校のリーダーズのデジタル配信曲。2019年2月6日にリリースされた。

## 概要
同年3月リリースのセカンドアルバム「若気ガイタル」の先行配信曲としてリリースされた。サウンドプロデュースはH ZETT M。ライブなどで共演機会があり、2018年の楽曲「少女元年」のミュージック・ビデオに出演した縁があったアーバンギャルドの松永天馬が作詞に起用された。
詞はメンバーたちから予め提示された「教師と女生徒の″禁断の恋″」をテーマに松永が書き上げた。ミュージックビデオでは、メンバーたちが姿の見えない妖精となり、″禁断の恋″に興じる女生徒を憂う内容となっている。作中、SUZUKAがKANONの腹部を殴打する振り付けがあるが、これは「意中の先生と親しげに話している女生徒への嫉妬」を表現したもの。

## 関連作品
- 若気ガイタル